# Fulmina-Werke Carl Hoffmann

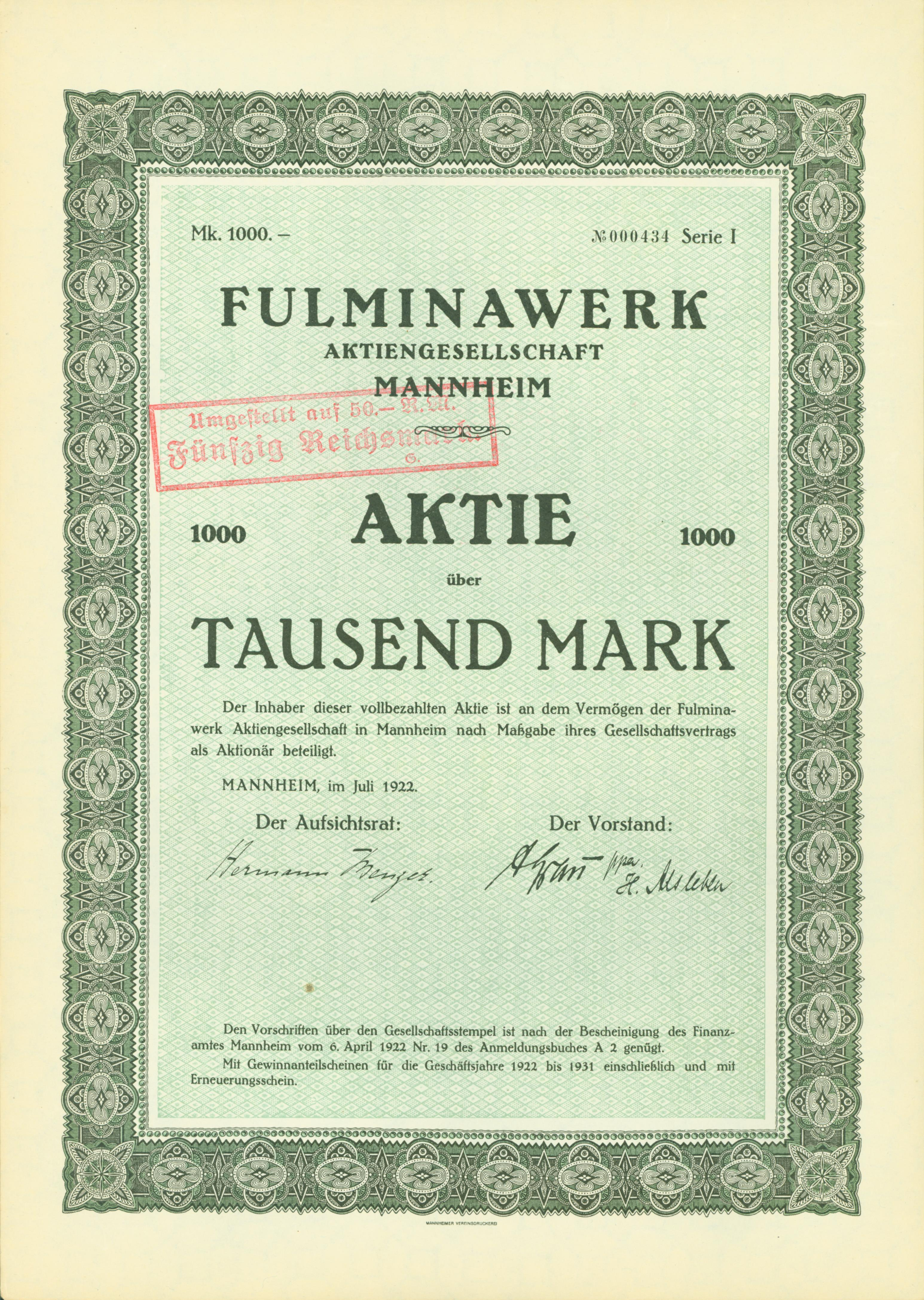
Aktie über 1000 Mark der Fulminawerk AG vom Juli 1922

Die Fulmina-Werke Carl Hoffmann GmbH war ein deutscher Automobilzulieferer und Automobilhersteller in Seckenheim (heute Mannheim-Seckenheim), nahe der Gemarkungsgrenze zu Friedrichsfeld (heute Mannheim-Friedrichsfeld). Zwischen 1910 und 1926 wurden dort komplette Automobile gebaut.
Der Bau von Automobilen begann 1910 in geringem Umfang in Mannheim-Käfertal. Bis 1913 wurde ein größeres Werk auf Seckenheimer Gemarkung, nahe der Grenze zu Friedrichsfeld errichtet. Mit Beginn des Ersten Weltkrieges schlief die Fertigung ein und lebte nach Kriegsende wieder auf. Es entstanden Mittelklassewagen, zum Beispiel ein 8/22-PS-Tourenwagen mit Vierzylindermotor.
1922 erfolgte die Umwandlung in die Fulminawerk AG, wobei das Aktienkapital in Familienbesitz blieb.
Um nicht dem Kunden des Hauptgeschäftes mit Automobilteilen und -aggregaten Konkurrenz zu machen, gab man 1926 die Herstellung kompletter Fahrzeuge auf. Bis dahin waren rund 400 Fahrzeuge gefertigt worden, von denen kein einziges mehr erhalten ist.
Ab 1924 fertigte Fulmina in Lizenz Perrot-Bendix Bremsen. Seit 1930 befindet sich das Werk mit der Eingemeindung von Seckenheim und Friedrichsfeld auf Mannheimer Gemarkung. Mit der Übernahme der Deutsche Perrot-Bremse gelangte das Werk in Mannheim 1994 zum WABCO-Konzern.